# Луїс Уйбрехтс
Луїс Уйбрехтс (21 лютого 1875 — 1963) — бельгійський яхтсмен.
Срібний призер Олімпійських Ігор 1908 року в класі 6 метрів.